# Osii
Gli Osii o Obii erano un'antica popolazione di origine incerta: forse pannonica, germanica o addirittura mista. Pochissimi sono gli indizi su questo popolo.

## Storia
Il primo contatto dei Romani con questo popolo risale al proconsole del 14 a.C., Marco Vinicio, secondo un'iscrizione trovata a Tuscolo, vicino a Frascati, che recita:
( AE 1895, 122 )
I Cotini erano un popolo celtico della Pannonia; è possibile che l'iscrizione faccia riferimento ai Boi o agli Eravisci (o Aravisci), anch'essi celti pannonici. Tacito, nella sua Germania, scrive che:
(Tacito, De origine et situ Germanorum, XXVIII, 9-12.)
E ancora ricorda che
(Tacito, De origine et situ Germanorum, XLIII, 1.)
Erano quindi stanziati secondo Tacito presso la catena montuosa dei Carpazi occidentali, alla fine del I secolo d.C. In precedenza si sarebbero trovati nella piana pannonica, vicini del popolo celtico dei Cotini, tra il lago Balaton ed il fiume Drava, e forse da identificarsi con la popolazione degli Iazigi. Potrebbero essere migrati oltre il Danubio, in seguito alle campagne militari romane nell'area pannonica della prima metà del I secolo d.C.
A partire dalla fine del I secolo, ormai migrati a nord del Danubio, confinavano ad ovest, sud ed est con i Quadi, a nord con i Cotini. Sono ricordati durante le Guerre marcomanniche come i primi a sfondare il Limes, insieme ai loro alleati Longobardi nell'inverno del 166-167 d.C..